# Андре Ситроен
Андре Гюстав Ситроен (на френски: André Citroëne) е френски инженер, създател на концерна „Ситроен“, произвеждащ автомобилите с това име.
Той е 6-о дете в семейството на заможен нидерландски евреин, търговец на скъпоценни камъни. Когато Андре е само на 6 годинки, баща му умира, като оставя огромно наследство. През 1889 година, когато е на 12 години и вижда построената и открита Айфелова кула, той е толкова впечатлен от конструкцията, че решава да стане инженер.